# Station Fort William
Fort William is een spoorwegstation van de National Rail in Fort William in Schotland. Het station is eigendom van Network Rail en wordt beheerd door ScotRail.